# 羅克利 (新澤西州)
羅克利（英語：Rockleigh）是位於美國新澤西州伯根縣的自治市鎮。

## 人口
根據2020年美國人口普查的數據，羅克利的面積為2.62平方千米，當中陸地面積為2.60平方千米，而水域面積為0.02平方千米。當地共有人口407人，而人口密度為每平方千米155人。